# 馬鞍山中心

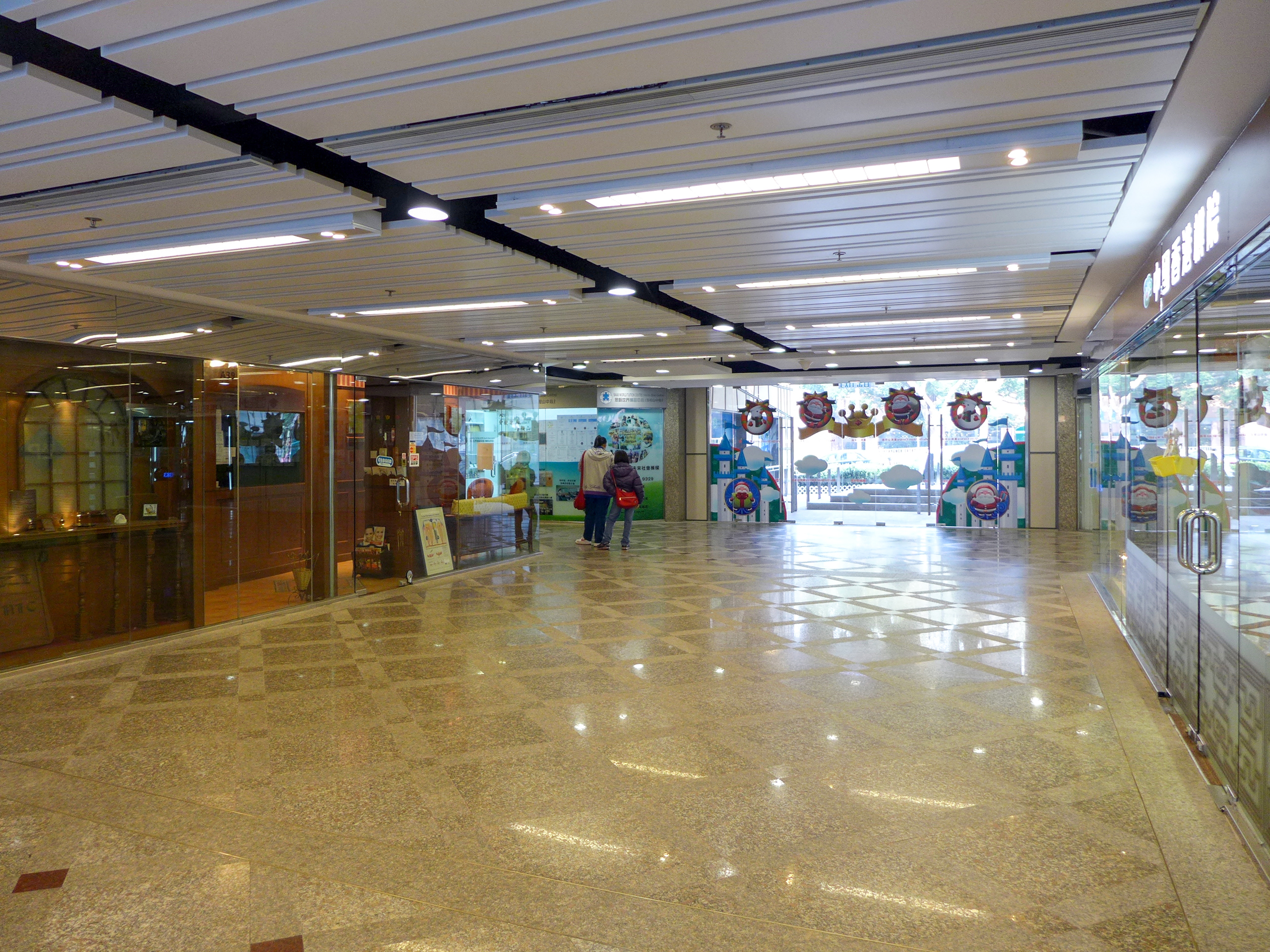
地下商場

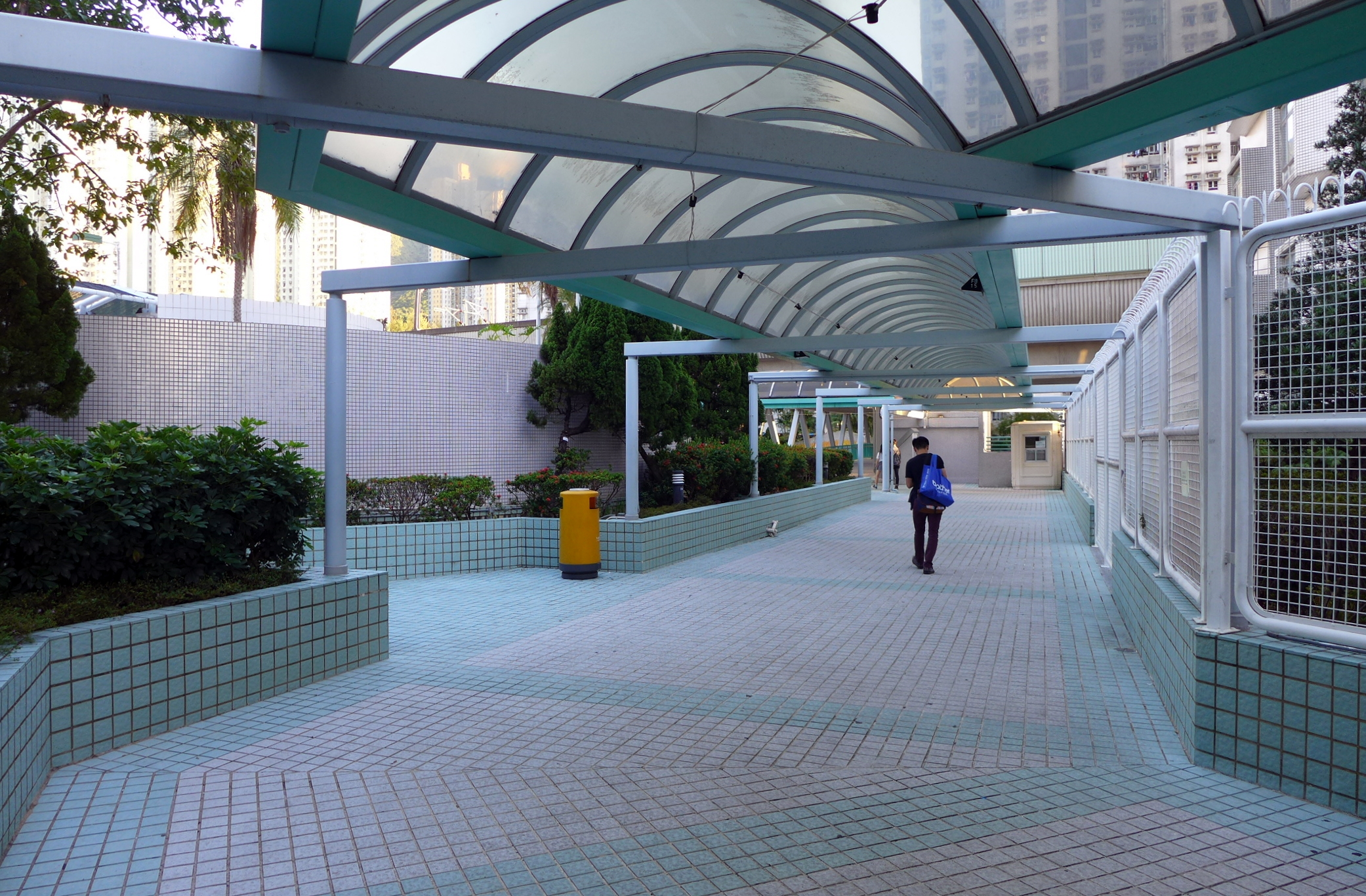
平台花園通道與住宅範圍分隔

馬鞍山中心（英語：Ma On Shan Centre）位於香港新界馬鞍山鞍駿街1號，鄰近海栢花園、新港城及港鐵馬鞍山站。發展商為南豐發展，於1994年1月入伙，同時為馬鞍山市中心早期落成和樓價最相宜私人屋苑。屋苑由周古梁建築師設計，現時管理公司為民亮發展。

## 住宅
屋苑設有4座，樓高29至40層，合共提供1,048個單位。所有單位只有2房和3房間隔，其中兩房間隔以眼鏡房為主。但景觀開揚，屋苑各座的A至D室單位可望到吐露港海景或烏溪沙青年新村。
平台花園設施包括游泳池和兒童遊樂場。地下設有花園，但不作開放。

## 商場
面積達95697方呎，租戶以美容中心、音樂、舞蹈、棋藝及補習社為主。